# Air New Zealand
Air New Zealand is de nationale luchtvaartmaatschappij van Nieuw-Zeeland met als hoofdkwartier Auckland. Het vliegt op bestemmingen in Australië, Azië, Oceanië, Europa en Noord-Amerika.
De thuisbasis is Auckland Airport.
Tot 30 maart 2008 had de maatschappij een low-cost dochtermaatschappij genaamd Freedom Air, dat werd samengevoegd met haar moederbedrijf.

## Vloot
De vloot van Air New Zealand bestond in september 2015 uit:
| Type             | aantal | orders | opmerkingen                                                                     |
| ---------------- | ------ | ------ | ------------------------------------------------------------------------------- |
| Airbus A320-200  | 28     | -      |                                                                                 |
| Airbus A320neo   | -      | 10     |                                                                                 |
| Airbus A321neo   | -      | 3      |                                                                                 |
| Boeing 777-200ER | 8      | -      |                                                                                 |
| Boeing 777-300ER | 7      | -      |                                                                                 |
| Boeing 787-9     | 9      | 4      | ZK-NZE vliegt in een zwart uiterlijk en is "launch customer" van de 787-9 serie |
| Totaal           | 54     | 17     |                                                                                 |